# Winterspiele (Jugendroman)
Winterspiele (französischer Originaltitel Le Combat d’hiver) ist ein dystopischer Jugendroman des französischen Schriftstellers Jean-Claude Mourlevat, der im Jahr 2006 beim Verlag Gallimard veröffentlicht wurde. Die deutsche Erstausgabe in der Übersetzung von Bettina Bach erschien 2010 beim cbj/cbt-Verlag.

## Inhalt
Die vier Jugendlichen Bartolomeo, Milena, Milos und Helen leben in Internaten für Mädchen und Buben, die von der Phalanx, einer Militärdiktatur, kontrolliert werden. Wie sich herausstellt, haben alle Internatsschüler eine Gemeinsamkeit: Ihre Eltern waren ehemalige Widerstandskämpfer, die allesamt von den Phalangisten ermordet wurden. Bartolomeos Vater war einer der Anführer der Widerstandsbewegung und Milenas Mutter war eine berühmte Sängerin, von der die Tochter ihre bezaubernde Stimme geerbt hat. Als sich Bartolomeo und Milena bei einem Gang zu den sogenannten Trösterinnen zufällig treffen, beschließen sie kurzerhand, die Flucht zu ergreifen. Helen und Milos folgen kurze Zeit später diesem Vorbild und machen sich auf, um Bartolomeo und Milena zu finden. Dabei treffen die beiden im tiefwinterlichen Gebirge auf die Soldaten und Hundemänner der Phalanx, die sich auf die Verfolgung von Bartolomeo und Milena gemacht haben. Milos tötet den Hundeführer, wird dabei aber selbst schwer verletzt. Helen, die sich mittlerweile in Milos verliebt hat, macht sich auf, um Hilfe zu holen, und trifft im Tal tatsächlich einen Arzt. Doch als die beiden zur Hütte kommen, in der Helen ihren Geliebten zurückgelassen hat, können sie nur noch von der Ferne aus zusehen, wie Phalangisten Milos’ Körper gerade auf einem Schlitten abtransportieren.
Helen gelangt mit Hilfe des Arztes in die Hauptstadt und trifft dort Widerstandskämpfer, unter denen sie auch Bartolomeo und Milena finden, die mittlerweile ein Paar sind. Der verwundete Milos hingegen wird in ein Trainingscamp verschleppt, in dem sämtliche Gefangenen zu Gladiatoren ausgebildet werden, die anlässlich der Winterspiele in einer riesigen Arena in der Hauptstadt gegeneinander auf Leben und Tod kämpfen sollen. Bartolomeo und Milena gelingt es, mit Hilfe des heldenhaften Rufs ihrer verstorbenen Eltern und des zauberhaften Gesangs Milenas, eine große Widerstandsbewegung in Gang zu setzen, die in erster Linie von den kräftigen Pferdemenschen gestützt wird.
Gemeinsam ziehen sie an dem Tag, an dem die Winterspiele begonnen haben, Richtung Hauptstadt, um die Phalanx und ihre Schreckensherrschaft zu stürzen. Gerade als Milos seinen Kampf siegreich beendet, ohne seinen Gegner zu töten, bricht der Sturm der Widerstandskämpfer auf die Arena los. Milos wähnt sich bereits frei, wird aber auf dem Weg ins Freie von dem Gladiator Caius, der Milos seit seiner Zeit im Trainingscamp hasst, erstochen und stirbt.
Helen trauert lange Zeit um den verstorbenen Milos und nur langsam erfreut sie sich wieder des Lebens, so wie all die anderen Menschen, die froh sind über das Ende des tyrannischen Phalanx-Regimes.

## Rezeption
Le Figaro schreibt über den Roman: „Ein Buch von orwellscher Kraft.“ Le Monde befindet über Winterspiele: „Man ist völlig gefangen von diesem rasanten Abenteuer in einer düsteren und hektischen Welt.“ Sophie Lucas schreibt in ihrer Rezension: „Winterspiele ist ein düsterer, beunruhigender Roman, mit tiefgehenden Emotionen und tröstlicher menschlicher Wärme […] In Mourlevats spannendem Roman koexistieren Fantasy und Wirklichkeit auf harmonische Weise. Vor allem die mitreißend beschriebenen Figuren sind gut gelungen – für Leser jeden Alters.“

## Auszeichnungen
Der Roman erhielt in den Jahren 2006 bis 2008 zahlreiche Preise in Frankreich und Belgien, unter anderem den Prix Sorcières sowie den Prix des Incorruptibles. Außerdem wurden Mourlevats Bücher Winterspiele, Terrienne und Silhouette 2014 auf dem White Ravens Festival präsentiert.

## Referenzen
Winterspiele ist in dem literarischen Nachschlagewerk 1001 Kinder- und Jugendbücher – Lies uns, bevor Du erwachsen bist! für die Altersstufe 12+ Jahre enthalten.

## Ausgaben
- Le Combat d'hiver. Gallimard Jeunesse, Paris 2006 (französisch).
- Winterspiele. cbj, München Dezember 2010.